# آرواره‌پایان

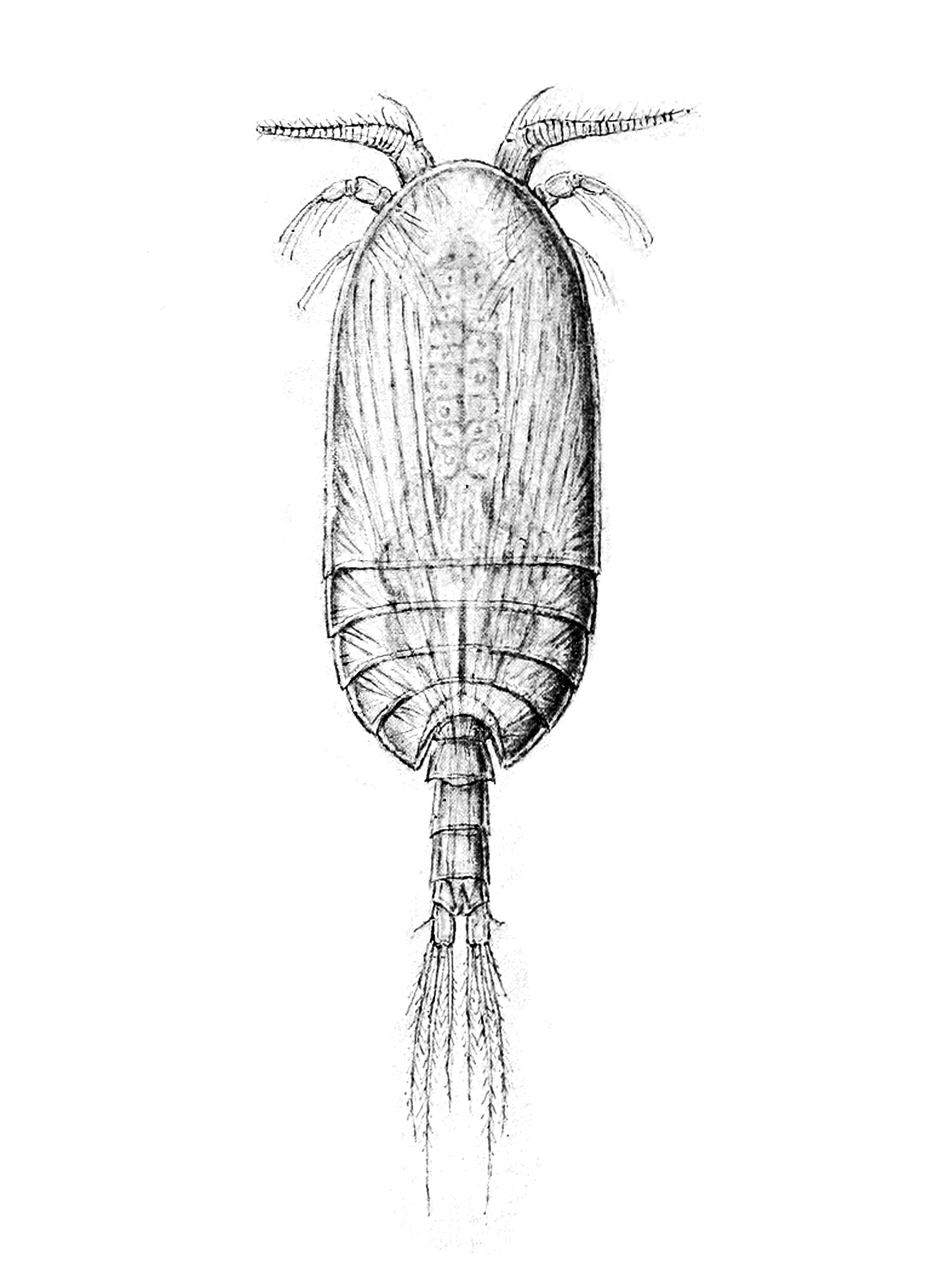
آرواره‌پایان

آرواره‌پایان (Maxillopoda) یکی از رده‌های جانوری از زیرشاخه سخت‌پوستان هستند. شناسه آن‌ها کاهش بخش شکمی و آویزه‌های آن است. بیشترین گونه‌های آن از راسته مژه‌پایان (کشتی‌چسب) و پاروپایان (copepods) هستند.